# Osvaldo Pangrazio
Osvaldo Pangrazio Kollak (* 7. November 1957 in Asunción) ist ein ehemaliger paraguayischer Fußballspieler, der heute als Chirurg und Traumatologe arbeitet.

## Karriere

### Fußball
Pangrazio startete seine Karriere beim paraguayischen Fußballverein Club Presidente Hayes und debütierte 1977 in der ersten Liga gegen Olimpia. Da Hayes am Ende der Saison als Absteiger feststand, wechselte er anschließend zu Nacional. Nach seinem Engagement dort, spielte er in Mexiko für CD Veracruz und in Kolumbien für Deportivo Pereira. 1981 kehrte er nach Paraguay zurück und spielte zunächst für Guaraní und anschließend wechselte er zu Olimpia, wo er die meiste Zeit seiner Karriere als Profifußballer verbrachte. Dort wurde er diverse Male Meister und entwickelte sich zu einem Publikumsliebling. Der letzte Verein seiner Karriere war schließlich Cerro Porteño. Im Zuge seiner Ausbildung zum Traumatologen spielte er einige Wochen bei der SG Wattenscheid 09 und später als Freizeitausgleich beim SV Weitmar 09.

### Mediziner
Noch während seiner Zeit als Fußballer studierte Pangrazio Medizin und beendete sein Studium erfolgreich im Jahre 1986. Im folgenden Jahr zog Pangrazio nach Bochum, um dort seine Spezialisierung als Traumatologe zu fokussieren. Er arbeitete bis zu seiner Rückkehr nach Paraguay im Jahre 1997 als Arzt am Universitätsklinikum Bergmannsheil Bochum. In Paraguay arbeitete er bis 1999 als Teamarzt des Clubs Olimpia, später als Teamarzt der Fußballnationalmannschaft Paraguays, welche er unter anderem während der Fußball-Weltmeisterschaft 2006 in Deutschland betreute. Heute arbeitet er ausschließlich als Arzt für das Migone und San Roque Klinikum in Asunción, ist aber weiterhin Mitglied des sportmedizinischen Komitees der paraguayischen Nationalmannschaft.

### Scout
Pangrazio pflegt gute Kontakte nach Europa und vermittelte unter anderem Roque Santa Cruz als ersten paraguayischen Spieler in die Bundesliga zum FC Bayern München.